# Sarpsborg 08 Fotballforening 2011
Questa voce raccoglie le informazioni riguardanti il Sarpsborg 08 Fotballforening nelle competizioni ufficiali della stagione 2011.

## Stagione
Nel 2011, il Sarpsborg 08 affrontò la prima stagione nella massima divisione norvegese della sua storia. Il club non riuscì però a raggiungere la salvezza, arrivando all'ultimo posto finale e retrocedendo con qualche giornata d'anticipo. L'avventura nella Norgesmesterskapet si concluse al quarto turno, per mano dello Aalesund, che poi vincerà il trofeo.
L'unico calciatore a giocare tutti i 34 incontri stagionali disputati dal Sarpsborg 08 fu il centrocampista Morten Giæver. Il miglior marcatore della squadra fu Øyvind Hoås, con 6 reti nella Tippeligaen. Includendo anche la Coppa di Norvegia, il miglior marcatore fu Martin Wiig con 7 centri.

## Maglie e sponsor
Lo sponsor tecnico per la stagione 2011 fu Umbro, mentre lo sponsor ufficiale fu Borregaard. La divisa casalinga prevedeva una maglietta blu con una striscia verticale bianca, pantaloncini e calzettoni bianchi. Quella da trasferta era invece composta da una maglietta arancione, con pantaloncini e calzettoni neri.
| Casa | Trasferta |

## Rosa
| N. |                       | Ruolo | Calciatore           |
| -- | --------------------- | ----- | -------------------- |
| 1  | Norvegia (bandiera)   | P     | Joacim Heier         |
| 2  | Norvegia (bandiera)   | D     | Hugues Wembangomo    |
| 3  | Norvegia (bandiera)   | C     | Henrik Stølen Nilsen |
| 4  | Norvegia (bandiera)   | D     | Kjetil Berge         |
| 5  | Norvegia (bandiera)   | D     | Joakim Eyde          |
| 6  | Norvegia (bandiera)   | C     | Stian Andersrød      |
| 6  | Norvegia (bandiera)   | D     | Jo Nymo Matland      |
| 7  | Norvegia (bandiera)   | A     | Martin Wiig          |
| 8  | Norvegia (bandiera)   | C     | Morten Giæver        |
| 9  | Norvegia (bandiera)   | D     | Berat Jusufi         |
| 10 | Norvegia (bandiera)   | C     | Michael Røn          |
| 11 | Norvegia (bandiera)   | A     | Øyvind Hoås          |
| 13 | Norvegia (bandiera)   | D     | Ole Heieren Hansen   |
| 14 | Montenegro (bandiera) | C     | Mehmed Divanović     |
| 15 | Norvegia (bandiera)   | C     | Joackim Jørgensen    |

| N. |                      | Ruolo | Calciatore          |
| -- | -------------------- | ----- | ------------------- |
| 16 | Norvegia (bandiera)  | D     | Magnar Ødegaard     |
| 17 | Norvegia (bandiera)  | C     | Erik Jonvik         |
| 18 | Norvegia (bandiera)  | C     | Olav Øby            |
| 19 | Norvegia (bandiera)  | C     | Mathias Engebretsen |
| 20 | Norvegia (bandiera)  | A     | Michael Trulsen     |
| 21 | Norvegia (bandiera)  | C     | Tobias Henanger     |
| 22 | Norvegia (bandiera)  | P     | Ajet Jaha           |
| 23 | Norvegia (bandiera)  | C     | Tom Erik Breive     |
| 24 | Norvegia (bandiera)  | A     | Mohamed Elyounoussi |
| 25 | Norvegia (bandiera)  | A     | Glenn Roberts       |
| 32 | Danimarca (bandiera) | C     | Claes Jørgensen     |
| 34 | Nigeria (bandiera)   | C     | Stanley Ihugba      |
| 39 | Somalia (bandiera)   | A     | Mohammed Ahamed     |
| 41 | Norvegia (bandiera)  | P     | Christian Sukke     |
| 84 | Norvegia (bandiera)  | P     | Magnus Hjulstad     |

## Calciomercato

### Sessione invernale(dal 01/01 al 31/03)
| Acquisti | Acquisti     | Acquisti   | Acquisti   |
| R.       | Nome         | da         | Modalità   |
| -------- | ------------ | ---------- | ---------- |
| P        | Joacim Heier | Sandefjord | definitivo |

| Cessioni | Cessioni    | Cessioni   | Cessioni   |
| R.       | Nome        | a          | Modalità   |
| -------- | ----------- | ---------- | ---------- |
| P        | Colin Burns | Sandefjord | definitivo |

### Sessione estiva(dal 01/08 al 31/08)
| Acquisti | Acquisti        | Acquisti        | Acquisti   |
| R.       | Nome            | da              | Modalità   |
| -------- | --------------- | --------------- | ---------- |
| C        | Stanley Ihugba  | Ullensaker/Kisa | definitivo |
| C        | Claes Jørgensen | LFA             | definitivo |
| A        | Mohammed Ahamed | Tromsø          | prestito   |

| Cessioni | Cessioni        | Cessioni   | Cessioni   |
| R.       | Nome            | a          | Modalità   |
| -------- | --------------- | ---------- | ---------- |
| D        | Jo Nymo Matland | Aalesund   | definitivo |
| A        | Michael Trulsen | Nybergsund | prestito   |

## Risultati

### Tippeligaen

#### Girone di andata
| Arbitro: | Edvartsen (Hamar) |

|                               |           |  |
| Wiig 53’ Matland 56’ Hoås 75’ | Marcatori |  |

| Arbitro: | Johnsen |

|                                                            |           |                             |
| Sørensen 19’ Sørum 48’ Jonvik 60’ (aut.) Đurđić 67’ (rig.) | Marcatori | 78’ Hansen 81’ J. Jørgensen |

| Arbitro: | Johansen |

|            |           |  |
| Matland 2’ | Marcatori |  |

| Arbitro: | Moen (Haugesund) |

|                                            |           |                      |
| Aas 26’, 30’ Konradsen 40’ Kamara 78’, 89’ | Marcatori | 53’ Hoås 56’ Matland |

| Arbitro: | Helgerud (Lier) |

|                 |           |  |
| Røn 4’ Hoås 89’ | Marcatori |  |

| Arbitro: | Sandmoen |

|            |           |  |
| Fevang 44’ | Marcatori |  |

| Arbitro: | Edvartsen (Hamar) |

|                            |           |                  |
| Abdellaoue 37’ Nystrøm 90’ | Marcatori | 21’ Hoås 90’ Røn |

| Arbitro: | Hagen (Grue) |

|                     |           |  |
| Hoås 79’ Breive 88’ | Marcatori |  |

| Arbitro: | Berntsen (Vang) |

|                         |           |                       |
| Nevland 22’ Bjørdal 70’ | Marcatori | 18’, 27’ J. Jørgensen |

| Arbitro: | Kjensli |

|                                    |           |                                            |
| J. Jørgensen 51’ Giæver 72’ (rig.) | Marcatori | 5’ Igiebor 15’ Sigurðarson 78’ (rig.) Ujah |

| Arbitro: | Edvartsen (Hamar) |

|                 |           |          |
| Elyounoussi 86’ | Marcatori | 65’ Wiig |

| Arbitro: | Johansen |

|          |           |          |
| Wiig 40’ | Marcatori | 75’ Ondo |

| Arbitro: | Skjerven (Kaupanger) |

|                      |           |  |
| Fellah 42’ Zajić 78’ | Marcatori |  |

| Arbitro: | Staberg |

|                                          |           |                                                           |
| Roberts 20’ Giæver 61’ (rig.) Breive 63’ | Marcatori | 38’ Korcsmár 46’ Mjelde 52’ Guastavino 76’ Ojo 78’ Austin |

| Arbitro: | Johnsen |

|                                           |           |  |
| Svensson 12’, 52’ Wangberg 24’ Lustig 63’ | Marcatori |  |

#### Girone di ritorno
| Arbitro: | Kjensli |

|             |           |  |
| Solheim 61’ | Marcatori |  |

| Arbitro: | Øvrebø (Oslo) |

|                     |           |             |
| Andersen 59’ (aut.) | Marcatori | 37’ Vilsvik |

| Arbitro: | Døvle |

|  |           |                                            |
|  | Marcatori | 16’ Sørum 54’ Andreassen 86’ (rig.) Đurđić |

| Arbitro: | Berntsen (Vang) |

|                                |           |            |
| Gulbrandsen 50’, 77’ Bolly 88’ | Marcatori | 80’ Giæver |

| Arbitro: | Staberg |

|  |           |                         |
|  | Marcatori | 52’ Muri 57’ Gunnarsson |

| Arbitro: | Helgerud (Lier) |

|          |           |  |
| Hoff 34’ | Marcatori |  |

| Arbitro: | Sandmoen |

|  |           |                                                                               |
|  | Marcatori | 6’ Larsen 37’ (rig.) Prica 42’ (rig.) Chibuike 73’, 86’ Bakenga 80’ Henriksen |

| Arbitro: | Døvle |

|                        |           |  |
| Olsen 15’ Phillips 81’ | Marcatori |  |

| Arbitro: | Hagen (Grue) |

|            |           |                                                       |
| Breive 67’ | Marcatori | 1’ Elyounoussi 36’ Borges 63’ (aut.) Ihugba 90’ Askar |

| Arbitro: | Johnsen |

|                            |           |  |
| Hedenstad 29’ Pálmason 48’ | Marcatori |  |

| Arbitro: | Johansen |

|  |           |                            |
|  | Marcatori | 57’ Abdellaoue 77’ Nystrøm |

| Arbitro: | Helgerud (Lier) |

|              |           |  |
| Sævarsson 4’ | Marcatori |  |

| Arbitro: | Kjensli |

|                   |           |           |
| Giæver 90’ (rig.) | Marcatori | 72’ Nisja |

| Arbitro: | Hansen |

|                                        |           |            |
| Angan 12’ Vini Dantas 18’ Simonsen 64’ | Marcatori | 33’ Giæver |

| Arbitro: | Hafsås |

|                            |           |                          |
| Wiig 7’ Hoås 9’ Breive 37’ | Marcatori | 23’ Fevang 49’ Krogsgård |

### Coppa di Norvegia
| Arbitro: | Eskås |

|  |           |            |
|  | Marcatori | 23’ Giæver |

| Arbitro: | Eskås |

|                             |           |                          |
| Aalbu 47’ Sandbu 68’ (rig.) | Marcatori | 30’, 62’ Wiig 36’ Breive |

| Arbitro: | Skjerven (Kaupanger) |

|                 |           |                     |
| Osmunddalen 82’ | Marcatori | 58’ Wiig 87’ Breive |

| Arbitro: | Sandmoen |

|                                                 |           |  |
| Ulvestad 59’ (rig.) Arnefjord 62’ Barrantes 84’ | Marcatori |  |

## Statistiche

### Statistiche di squadra
| Competizione      | Punti | In casa | In casa | In casa | In casa | In casa | In casa | In trasferta | In trasferta | In trasferta | In trasferta | In trasferta | In trasferta | Totale | Totale | Totale | Totale | Totale | Totale | DR  |
| Competizione      | Punti | G       | V       | N       | P       | Gf      | Gs      | G            | V            | N            | P            | Gf           | Gs           | G      | V      | N      | P      | Gf     | Gs     | DR  |
| ----------------- | ----- | ------- | ------- | ------- | ------- | ------- | ------- | ------------ | ------------ | ------------ | ------------ | ------------ | ------------ | ------ | ------ | ------ | ------ | ------ | ------ | --- |
| Tippeligaen       | 21    | 15      | 5       | 3       | 7       | 20      | 31      | 15           | 0            | 3            | 12           | 11           | 34           | 30     | 5      | 6      | 19     | 31     | 65     | -34 |
| Coppa di Norvegia | -     | 0       | 0       | 0       | 0       | 0       | 0       | 4            | 3            | 0            | 1            | 6            | 6            | 4      | 3      | 0      | 1      | 6      | 6      | 0   |
| Totale            | -     | 15      | 5       | 3       | 7       | 20      | 31      | 19           | 3            | 3            | 13           | 17           | 40           | 34     | 8      | 6      | 20     | 37     | 71     | -34 |

### Statistiche dei giocatori
| Giocatore      | Tippeligaen | Tippeligaen | Tippeligaen | Tippeligaen | Coppa di Norvegia | Coppa di Norvegia | Coppa di Norvegia | Coppa di Norvegia | Totale   | Totale | Totale      | Totale     |
| Giocatore      | Presenze    | Reti        | Ammonizioni | Espulsioni  | Presenze          | Reti              | Ammonizioni       | Espulsioni        | Presenze | Reti   | Ammonizioni | Espulsioni |
| -------------- | ----------- | ----------- | ----------- | ----------- | ----------------- | ----------------- | ----------------- | ----------------- | -------- | ------ | ----------- | ---------- |
| M. Ahamed      | 11          | 0           | 0           | 0           | 0                 | 0                 | 0                 | 0                 | 11       | 0      | 0           | 0          |
| S. Andersrød   | 1           | 0           | 0           | 0           | 0                 | 0                 | 0                 | 0                 | 1        | 0      | 0           | 0          |
| K. Berge       | 28          | 0           | 2           | 0           | 3                 | 0                 | 0                 | 1                 | 31       | 0      | 2           | 1          |
| T. Breive      | 28          | 4           | 1           | 0           | 3                 | 2                 | 0                 | 0                 | 31       | 6      | 1           | 0          |
| M. Divanović   | 1           | 0           | 0           | 0           | 0                 | 0                 | 0                 | 0                 | 1        | 0      | 0           | 0          |
| M. Elyounoussi | 9           | 0           | 0           | 0           | 0                 | 0                 | 0                 | 0                 | 9        | 0      | 0           | 0          |
| M. Engebretsen | 4           | 0           | 0           | 0           | 0                 | 0                 | 0                 | 0                 | 4        | 0      | 0           | 0          |
| J. Eyde        | 8           | 0           | 0           | 0           | 3                 | 0                 | 0                 | 0                 | 11       | 0      | 0           | 0          |
| M. Giæver      | 30          | 5           | 1           | 0           | 4                 | 1                 | 0                 | 0                 | 34       | 6      | 1           | 0          |
| O. Hansen      | 29          | 1           | 4           | 0           | 4                 | 0                 | 1                 | 0                 | 33       | 1      | 5           | 0          |
| J. Heier       | 21          | 0           | 0           | 0           | 1                 | 0                 | 0                 | 0                 | 22       | 0      | 0           | 0          |
| T. Henanger    | 1           | 0           | 0           | 0           | 0                 | 0                 | 0                 | 0                 | 1        | 0      | 0           | 0          |
| M. Hjulstad    | 9           | 0           | 0           | 0           | 3                 | 0                 | 0                 | 0                 | 12       | 0      | 0           | 0          |
| Ø. Hoås        | 23          | 6           | 1           | 0           | 2                 | 0                 | 0                 | 0                 | 25       | 6      | 1           | 0          |
| S. Ihugba      | 13          | 0           | 2           | 0           | 0                 | 0                 | 0                 | 0                 | 13       | 0      | 2           | 0          |
| A. Jaha        | 0           | 0           | 0           | 0           | 0                 | 0                 | 0                 | 0                 | 0        | 0      | 0           | 0          |
| E. Jonvik      | 21          | 0           | 2           | 0           | 4                 | 0                 | 1                 | 0                 | 25       | 0      | 3           | 0          |
| C. Jørgensen   | 12          | 0           | 0           | 0           | 0                 | 0                 | 0                 | 0                 | 12       | 0      | 0           | 0          |
| J. Jørgensen   | 28          | 4           | 2           | 1           | 4                 | 0                 | 1                 | 0                 | 32       | 4      | 3           | 1          |
| B. Jusufi      | 10          | 0           | 1           | 0           | 2                 | 0                 | 0                 | 0                 | 12       | 0      | 1           | 0          |
| J. Matland     | 17          | 3           | 2           | 0           | 4                 | 0                 | 0                 | 0                 | 21       | 3      | 2           | 0          |
| H. Nilsen      | 0           | 0           | 0           | 0           | 0                 | 0                 | 0                 | 0                 | 0        | 0      | 0           | 0          |
| O. Øby         | 0           | 0           | 0           | 0           | 0                 | 0                 | 0                 | 0                 | 0        | 0      | 0           | 0          |
| M. Ødegaard    | 19          | 0           | 0           | 0           | 3                 | 0                 | 0                 | 0                 | 22       | 0      | 0           | 0          |
| G. Roberts     | 19          | 1           | 1           | 0           | 2                 | 0                 | 0                 | 0                 | 21       | 1      | 1           | 0          |
| M. Røn         | 16          | 2           | 3           | 0           | 3                 | 0                 | 0                 | 0                 | 19       | 2      | 3           | 0          |
| C. Sukke       | 0           | 0           | 0           | 0           | 0                 | 0                 | 0                 | 0                 | 0        | 0      | 0           | 0          |
| M. Trulsen     | 7           | 0           | 0           | 0           | 0                 | 0                 | 0                 | 0                 | 7        | 0      | 0           | 0          |
| H. Wembangomo  | 19          | 0           | 4           | 0           | 1                 | 0                 | 0                 | 0                 | 20       | 0      | 4           | 0          |
| M. Wiig        | 27          | 4           | 0           | 0           | 4                 | 3                 | 0                 | 0                 | 31       | 7      | 0           | 0          |